# Петров, Евгений Петрович
Евге́ний Петро́вич Петро́в (настоящая фамилия — Катаев; 30 ноября [13 декабря] 1902, Одесса, Российская империя — 2 июля 1942, Ростовская область, СССР) — русский советский писатель, сценарист и драматург, журналист, военный корреспондент. Кавалер ордена Ленина (1939). Член ВКП(б) с 1939 года.
Соавтор Ильи Ильфа, вместе с которым написал романы «Двенадцать стульев», «Золотой телёнок», книгу «Одноэтажная Америка», ряд киносценариев, повести, очерки, водевили.
Брат писателя Валентина Катаева. Отец кинооператора Петра Катаева и композитора Ильи Катаева. Вероятный прототип Павлика Бачея из повести Валентина Катаева «Белеет парус одинокий» и его же романа «Хуторок в степи», а также прообраз Володи Патрикеева из повести Александра Козачинского «Зелёный фургон». Главный редактор журнала «Огонёк» c 1938 года. После смерти Ильфа работал самостоятельно или в соавторстве с писателем Георгием Мунблитом над киносценариями и фельетонами. В годы Великой Отечественной войны — фронтовой корреспондент. Погиб в авиакатастрофе в 1942 году. Произведения Ильфа и Петрова были переведены на десятки языков мира, выдержали большое количество переизданий, неоднократно экранизировались и инсценировались.

## Одесский период
Год рождения Петрова в источниках воспроизводится по-разному. Сам Евгений Петрович в «Двойной автобиографии» полушутя писал, что писатель Ильф и Петров появился на свет сначала в 1897 году, затем в 1903-м. Эта же дата была воспроизведена в Литературной энциклопедии (1934) и Большой советской энциклопедии (1940). Однако в начале 1960-х годов были обнародованы материалы Одесского областного архива, согласно которым в личном деле учащегося 5-й гимназии Евгения Катаева значится другая дата рождения — 30 ноября 1902 года. Исследователи предполагают, что уменьшение возраста литератора было связано с его пребыванием в одесской тюрьме в 1920 году; об этом событии Петров не упоминал ни в одной из анкет.

### Детские и отроческие годы

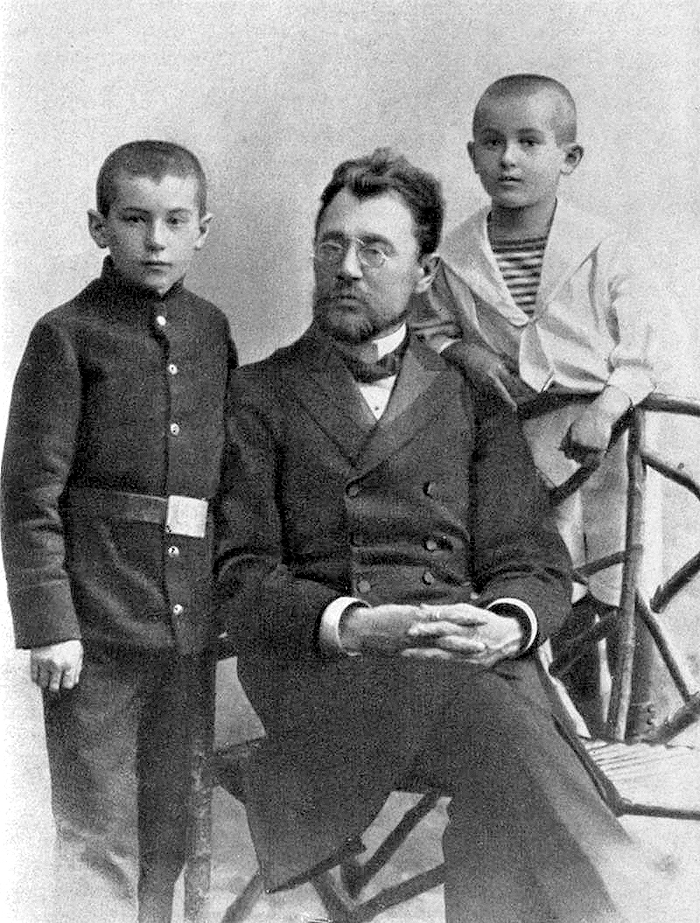
Пётр Васильевич Катаев с сыновьями Валентином и Евгением. 1910

Евгений был вторым ребёнком в семье Петра Васильевича Катаева (1856—1921) и Евгении Ивановны Катаевой, в девичестве Бачей (1867—1903). Отец будущего писателя, окончивший Вятскую семинарию и историко-филологический факультет Новороссийского университета, работал преподавателем в епархиальном и юнкерском училищах; как надворный советник он имел награды за безупречную службу. Мать — пианистка, выпускница Одесской консерватории — скончалась от плеврита через несколько месяцев после рождения младшего сына; на её надгробии указана дата ухода из жизни: 28 марта 1903 года.
После смерти Евгении Ивановны на помощь вдовцу, оставшемуся с двумя детьми, пришла сестра матери — тридцатитрёхлетняя Елизавета Ивановна. Отказавшись от личной жизни и стремясь заменить Валентину и Евгению мать, она поселилась в доме Катаевых, вела хозяйство, занималась воспитанием племянников. Пётр Васильевич, больше не связавший себя брачными узами, посвятил свою жизнь сыновьям. В традициях семьи были летние путешествия, в том числе по дальним маршрутам (дети ездили на пароходе в Турцию, Грецию, Италию); в доме имелась большая библиотека, включавшая русскую и зарубежную классику, «Историю государства Российского» Николая Карамзина, словари и энциклопедии. Многие детали их жизни впоследствии были воссозданы в повести Валентина Катаева «Белеет парус одинокий», где прообразом Павлика Бачея стал юный Женя. Пётр Васильевич умер в 1921 году от внутримозгового кровоизлияния в тот момент, когда оба его сына находились в отъезде. Они не успели проститься с отцом и похоронить его.

### Арест и выход из тюрьмы
В марте 1920 года одесские чекисты арестовали братьев Катаевых за «участие в антисоветском заговоре». Валентин Петрович попал в тюрьму как бывший царский офицер; Евгений был посажен в качестве его близкого родственника. Ему в ту пору было почти восемнадцать лет. Вероятно, именно в тюрьме старший брат порекомендовал младшему во время допросов уменьшить возраст, надеясь, что несовершеннолетнего юношу может ждать некое снисхождение. С тех пор во всех документах и официальных биографических справках годом рождения Евгения Петрова значился 1903-й.
В списке тех, кого губернская чрезвычайная комиссия — в рамках того же дела — приговорила к расстрелу или отбыванию наказания в лагерях, насчитывалось сто фамилий. Семьдесят девять человек, в том числе и Катаевы, вышли на свободу «как непричастные к делу». Как писал сын старшего из братьев Павел Катаев, неожиданное спасение пришло во время допроса, когда его отца узнал находившийся в кабинете «один из чекистов… завсегдатай поэтических вечеров, в которых, в числе прочих одесских знаменитостей, всегда участвовал молодой и революционно настроенный Валентин Катаев». Этим чекистом был Яков Бельский, которого Валентин Петрович знал с юношеских лет как художника и архитектора. Однако, по данным литературоведов Оксаны Киянской и Давида Фельдмана, служебных полномочий Бельского было недостаточно, чтобы немедленно выпустить Катаевых из тюрьмы; скорее всего, Яков Моисеевич ходатайствовал об их судьбе перед начальником следственно-судной части Петром Тумановым, до революции также посещавшим одесские литературные салоны.

Об аресте брата Катаев-старший не сообщил даже земляку-краеведу. В «автобиографическом мифе» брата этому не было места. Шутка из «Двойной биографии»… близка к правде: Катаев-младший начал вести «двойную жизнь» — после тюрьмы. Скрывая арест, он в документах указывал неверную дату рождения. 

### Работа в уголовном розыске

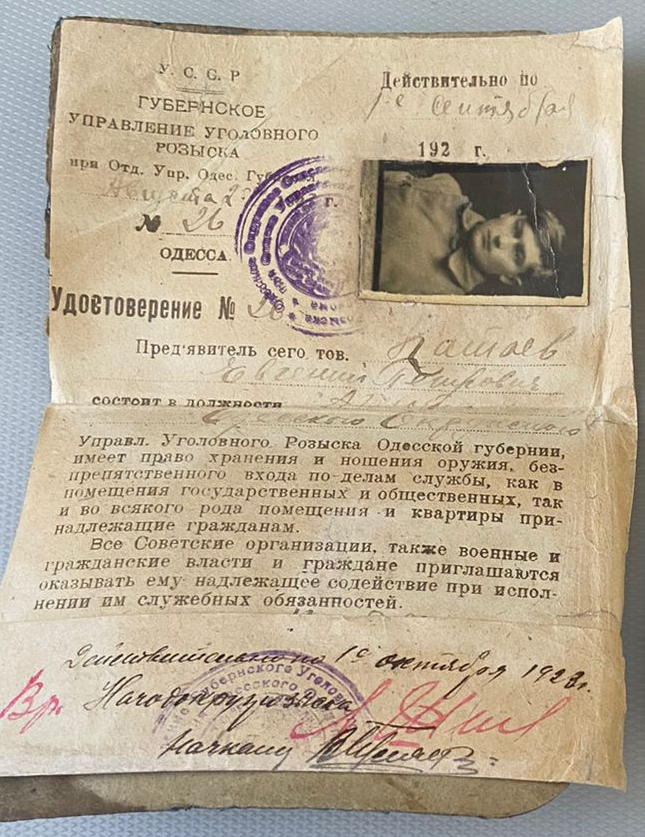
Удостоверение Катаева Евгения Петровича

Став известным прозаиком, Петров с иронией говорил, что его первым литературным произведением был «протокол осмотра трупа неизвестного мужчины». Речь шла о службе в одесском уголовном розыске, куда Евгений Петрович устроился после недолгой работы в Южном отделении Российского телеграфного агентства. Руководителем ЮгРОСТА был поэт-акмеист Владимир Нарбут, в дальнейшем выступавший как покровитель братьев и стоявший у истоков литературной биографии Ильфа и Петрова. При оформлении документов для службы в уголовно-розыскном учреждении Катаев-младший не упомянул о пребывании в тюрьме — несмотря на примечание к анкете, гласившее, что «за показание неправильных сведений сотрудники будут привлекаться к строжайшей ответственности как за явное стремление проникнуть в советское учреждение со злыми намерениями». Сообщая о причине перехода на оперативную службу, Евгений Петрович кратко написал: «Интерес к делу».
Работа Евгения в качестве сотрудника угрозыска началась в июле 1921 года. Судя по отчётам, написанным два года спустя, Катаев-младший был одним из лучших оперативников, который, работая в селе Мангейм близ Одессы, лично расследовал более сорока дел, включая ликвидацию банды конокрада Орлова, а также групп Шока, Шмальца и других уездных «возмутителей спокойствия». В характеристике, датированной сентябрём 1923 года, отмечалось, что Евгений Катаев вёл скромный образ жизни, в работе отличался усердием, с политической точки зрения был безукоризнен. Несмотря на «пробелы» в анкете, Катаев-младший успешно прошёл и чистку, которую в начале 1923 года проводила специальная комиссия, — аттестационное свидетельство гласило, что молодой сыщик «работал честно и с полным пониманием своего дела».

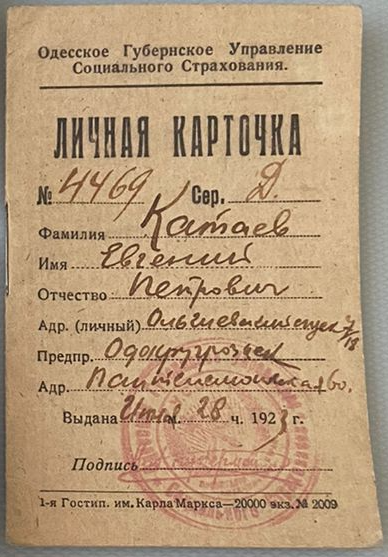
Личная карточка Катаева Е.П.

Среди уголовных дел, которые вёл мангеймский сыщик, исследователи особо выделяют задержание конокрада Козачинского, которого Евгений Катаев знал с детских лет: мальчики, учившиеся в одной гимназии, некогда дали друг другу «клятву братской верности». Затем Александр Козачинский работал агентом уголовного розыска, служил младшим милиционером и, наконец, возглавил банду налётчиков. Евгений Петрович лично провёл операцию по задержанию друга своего детства, а после оглашения приговора приложил максимум усилий к тому, чтобы наказание в отношении Александра Владимировича было смягчено.

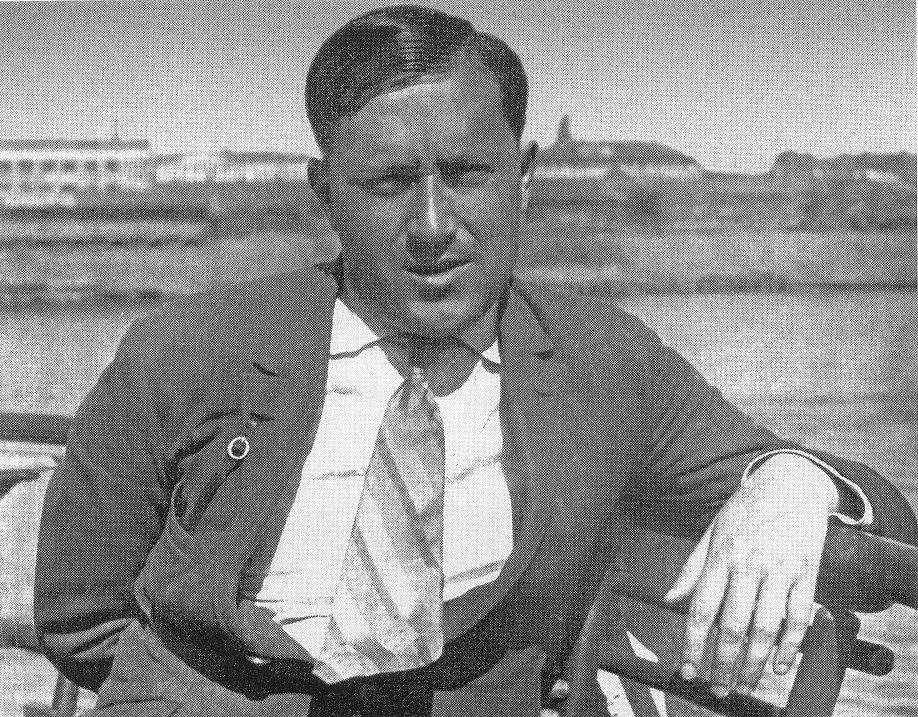
Александр Козачинский

История поимки конокрада легла в основу сюжета приключенческой повести Александра Козачинского «Зелёный фургон», где действуют дерзкий преступник по прозвищу Красавчик и пытающийся задержать его молодой руководитель районного отделения уголовного розыска Володя Патрикеев. Герои, некогда вместе игравшие в футбол, узнают друг друга; впоследствии один из них становится врачом, другой — писателем. Информация о том, что в повести воспроизведены фрагменты биографий Козачинского и Петрова, была включена во многие издания. Так, в Краткой литературной энциклопедии (1966) упоминалось, что в «Зелёном фургоне» «нашли отражение некоторые эпизоды из жизни юного Козачинского, показаны истоки его возникшей при необычных обстоятельствах дружбы с писателем Е. П. Петровым». Литературовед Борис Галанов писал, что в молодости горячий и порывистый Катаев-младший напоминал Володю Патрикеева.
В то же время ряд исследователей считает, что, несмотря на укоренившуюся версию о Петрове как о вероятном прототипе Володи Патрикеева, есть основания предполагать, что в образах и сыщика, и конокрада отразились черты самого Козачинского. Некоторые противоречия, идущие вразрез с устоявшейся легендой, содержатся, в частности, в протоколе задержания, где указано, что непосредственно в операции участвовали агент угрозыска Дыжевский и милиционер Домбровский; Евгений Катаев, судя по архивным материалам, вёл дознание. 13 сентября 1923 года, когда Верховный суд УССР приговорил Козачинского к расстрелу (впоследствии приговор был отменён), он подал рапорт о предоставлении отпуска, а затем — об отставке. В ту пору его уже ждал в Москве старший брат.

## Московский период

### Начало журналистской деятельности
В советскую столицу Валентин Катаев направился вслед за Владимиром Нарбутом, переведённым в отдел печати ЦК РКП(б) и активно привлекавшим к себе земляков; по замечанию Надежды Мандельштам, из его рук «одесские писатели ели хлеб». Обстоятельства, связанные с переездом в Москву Евгения Катаева, весьма противоречивы. Так, по версии, изложенной в книге «Алмазный мой венец», он был вызван «отчаянными письмами» старшего брата, переживавшего из-за того, что молодой оперативник постоянно рискует собой, а потому «может погибнуть от пули из бандитского обреза». В то же время, согласно архивным материалам, Евгений Петрович сам настойчиво просил Катаева-старшего найти ему возможность обосноваться в столице — в письмах, отправленных летом 1923 года, он сообщал, что работа у него «больше чем каторжная», и спрашивал, сможет ли он «поступить на службу, в университет, в консерваторию и т. д.».
В Москву Катаев-младший приехал, не имея, по его признанию, ни планов, ни «завоевательных целей». На первых порах он поселился в квартире брата в Мыльниковом переулке, позже нередко скитался по жилищам друзей, иногда ночевал у Юрия Олеши, получившего от редакции газеты «Гудок» небольшую комнату в Сретенском переулке, по соседству с Ильфом. Некоторое время Евгений работал надзирателем в больничном отделении Бутырской тюрьмы. Журналистская деятельность Катаева-младшего началась в редакции «Красного перца», где он быстро дорос до должности ответственного секретаря. В 1924 году у него появился псевдоним — Евгений Петров. По словам писателя Виктора Ардова, «по щепетильности своей Евгений Петрович полагал нужным уступить свою настоящую фамилию старшему брату, В. П. Катаеву, который в то время „завоёвывал“ Москву смелой поступью многообразного и сочного дарования».
Вскоре на работу молодого публициста обратили внимание и коллеги из других изданий — к примеру, сотрудник «Гудка» Арон Эрлих впоследствии вспоминал, что читатели с интересом встретили ранний юмористический рассказ Петрова о следователе по уголовным делам, называвшийся «Гусь и украденные доски». Кроме того, Петров зарекомендовал себя как мастер придумывать темы для карикатур, а также как автор сатирических заметок, печатавшихся как в «Красном перце», так и в «Крокодиле». Его первые фельетоны, насыщенные смешными диалогами, создавались «в манере Аверченко». Некоторые художественные приёмы, которым позже суждено было стать элементами творческого почерка Ильфа и Петрова, просматривались в его миниатюре «Идейный Никудыкин» (1924), высмеивающей популярный в ту пору лозунг «Долой стыд!».

Необыкновенно быстро из новичка он [Петров] превратился в отличного редакционного организатора. И техникой печатания, и редакционной правкой, и вообще всем укладом журнальной жизни он овладел очень быстро (впоследствии всё это ему пригодилось, когда он стал ответственным редактором журнала «Огонёк»). Как-то сразу выяснилось, что в журнале он — дома.— Виктор Ардов

### Совместная работа с Ильфом. «Двойная биография»

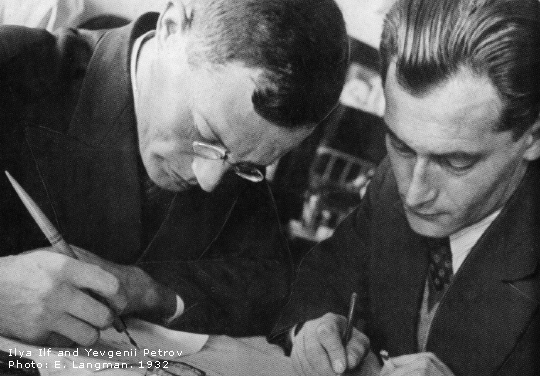
Илья Ильф, Евгений Петров

Евгений Петров прибыл в Москву почти одновременно с Ильёй Ильфом, однако до определённого времени их творческие пути не пересекались. По словам Петрова, впоследствии он не мог вспомнить ни момент знакомства с будущим соавтором, ни первой произнесённой им фразы. Известно лишь, что в 1926 году, когда Евгений Петрович, успевший отслужить в Красной Армии, устроился работать в «Гудок», их с Ильфом уже связывали товарищеские отношения. Петров часто заходил в гудковскую «комнату четвёртой полосы», завсегдатаями которой, кроме Ильи Арнольдовича, были Юрий Олеша, Александр Козачинский, Михаил Булгаков, Валентин Катаев — самые, по словам Константина Паустовского, «весёлые и едкие люди в тогдашней Москве».
Летом 1927 года Ильф и Петров отправились в командировку — их маршруты пролегали по Крыму и Кавказу. Не исключено, что именно во время этой поездки, когда выявилась общность интересов и оценок при наблюдении за окружающей действительностью, у молодых журналистов возникло стремление писать вместе. В августе, когда Евгений Петрович и Илья Арнольдович вернулись в Москву, Валентин Катаев полушутя предложил им стать его «литературными неграми» и даже дал тему для романа: «Стулья. Представьте себе, в одном из стульев запрятаны деньги. Их надо найти». В тот день во Дворце труда, где размещалась редакция «Гудка», возник творческий тандем «Ильф и Петров».
Появление писателя Ильф и Петров вызвало живой отклик в литературном сообществе. Так, пародист Александр Архангельский сочинил на эту тему эпиграмму: «Задача Бендеру Остапу: / Имея сразу двух отцов, / Установить в конце концов — / Кого из них считать за папу?». Ему же принадлежит двустишие: «Провозгласил остряк один: / Ильф — Салтыков, Петров — Щедрин». Весьма популярными были и строки Александра Безыменского: «Ах, Моссовет! Ну как тебе не стыдно? / Петровка есть, а Ильфовки — не видно». В 1929 году, отвечая «всем интересующимся», соавторы объяснили в «Двойной биографии» принципы совместной работы: «Можем указать на пример певцов, которые поют дуэтом и чувствуют себя при этом отлично». Тогда же они иронично сравнили себя с братьями Гонкурами, один из которых «бегает по редакциям», а другой «стережёт рукопись».
Между тем совместная деятельность отнюдь не означала полное согласие соавторов по любому вопросу. Тексты обычно записывал Евгений Петров; Илья Ильф, как правило, находился рядом. Появлению практически каждой новой фразы и любого сюжетного хода предшествовали споры — вначале предложение произносили вслух, потом многократно меняли, исправляли, отшлифовывали почти до афористичности. Эта методика стала для авторов настолько привычной, что позже, когда Евгению Петровичу довелось сочинять вместе с прозаиком Георгием Мунблитом, он настоятельно требовал дискуссий: «Мирно беседовать мы с вами будем после работы. А сейчас давайте спорить!». За десять лет совместной работы у писателей выработался единый литературный стиль, в котором тем не менее обнаруживаются отголоски изначального творческого почерка каждого из них: так, Ильф с его любовью к гротеску тяготел к сатире Салтыкова-Щедрина, тогда как Петрову, привносящему в произведения юмористические краски, были ближе художественные приёмы гоголевских «Мёртвых душ».

### В журналах «Смехач» и «Чудак»
В 1924 году у газеты «Гудок» появилось приложение — еженедельный сатирический журнал «Смехач» (редактор Василий Регинин). Евгений Петрович — наряду с другими гудковцами — входил в число постоянных авторов этого издания: он писал фельетоны и миниатюры для тематических номеров «на заданную тему» (мир приключений, борьба со скукой и т. д.). По словам литературоведа Бориса Галанова, «у Петрова всё весело ложилось под перо — неурядицы домашнего быта, жилищная кооперация, „шахматная горячка“». Однако «Смехачу» был уготован недолгий срок: весной 1928 года новый редактор «Гудка» А. С. Богдасаров, взявший курс на «укрепление трудовой дисциплины», уволил Регинина, а также журналистов, считавшихся ставленниками Нарбута. Сохранилось высказывание Евгения Петровича о том, что Богдасаров делал всё, чтобы «загубить газету в короткие сроки». Издание действительно стало стремительно терять влияние; его репутация как неформального центра московской литературной жизни была утрачена. Ильфа уволили из «Гудка» «по сокращению штатов»; следом за соавтором ушёл и Петров.
На смену «Смехачу» пришёл сатирический журнал «Чудак». Его «рождение» состоялось на даче поэта Демьяна Бедного, где собралась инициативная группа, состоящая из Михаила Кольцова, Ильи Ильфа, Евгения Петрова, Василия Регинина и Григория Рыклина. Они разработали концепцию нового издания и после долгих обсуждений придумали его название — за основу были взяты слова Максима Горького о том, что «чудаки украшают мир». Впоследствии, рассказывая про работу редакции, Петров вспоминал: «Сидели на заседании и говорили: „Шекспир чудак? Конечно, чудак. А Пушкин? Ну, ясное дело“». Редактором журнала стал Михаил Кольцов.
Каждый из сотрудников «Чудака» отвечал за определённый участок работы: к примеру, Борис Левин возглавлял секретариат и заведовал литературным направлением; Ильф курировал отдел рецензий; Петров работал с так называемым мелким материалом — он придумывал темы для карикатур, эпиграмм, коротких смешных историй. Как писал Виктор Ардов, «это было очень трудоёмкое дело, и Евгений Петрович проявил тут всё своё трудолюбие, усидчивость, умение организовывать и обрабатывать рукописи». В журнале Ильф и Петров — вместе и порознь — опубликовали более семидесяти фельетонов, юморесок, очерков, новелл, включая циклы «Необыкновенные истории из жизни города Колоколамска» и «Тысяча и один день, или Новая Шахерезада». В «Чудаке» у соавторов появились общие псевдонимы Ф. Толстоевский и Дон-Бузильо. Кроме того, каждый из них имел собственные вымышленные имена — к примеру, Петров иногда подписывался как Иностранец Фёдоров.
История «Чудака» завершилась в 1929 году, когда в 36-м номере журнала были напечатаны материалы, озаглавленные «Семейный альбом. Ленинградская карусель». В них критически оценивалась деятельность партийных организаций Ленинграда, связанных между собой «круговой порукой». Следом появилось постановление секретариата ЦК ВКП(б) «О журнале „Чудак“», в котором указывалось, что публикация носит «явно антисоветский характер»; Кольцов как главный редактор издания получил строгий выговор и был освобождён от занимаемой должности. В феврале 1930 года «Чудак» был закрыт; формальным предлогом для ликвидации журнала стало его слияние с «Крокодилом».

## Творчество

### Романы
История создания первого из написанных прозаиками романа — «Двенадцать стульев» — за десятилетия настолько обросла легендами, что, по замечанию литературоведов Михаила Одесского и Давида Фельдмана, в определённый момент стало сложно отделить правду от вымысла. У истоков возможной мистификации стоял Евгений Петров, опубликовавший в 1939 году воспоминания, согласно которым Катаев-старший предложил ему и Ильфу подготовить рукопись, по которой мэтр, играющий в Дюма-отца, мог бы впоследствии «пройтись рукой мастера». План показался соавторам интересным, и в августе (или начале сентября) 1927 года они приступили к работе. Первая часть была написана в течение месяца, к январю 1928 года завершён весь роман: «Шёл снег. Чинно сидя на санках, мы везли рукопись домой… Напечатают ли наш роман?». Практически сразу началась его публикация на страницах журнала «Тридцать дней»; произведение печаталось с продолжением вплоть до июля.
Почти ту же самую версию изложил в «Алмазном моём венце» и Валентин Катаев, дополнивший историю «Двенадцати стульев» воспоминаниями о том, как он, поставив перед своими «литературными неграми» творческую задачу, уехал на Зелёный мыс. Туда соавторы периодически отправляли телеграммы, прося консультаций по разным вопросам, однако в ответ получали короткие депеши со словами: «Думайте сами». Вернувшись осенью в Москву, Катаев познакомился с первой частью, отказался от роли Дюма-отца, предсказал ещё не дописанному произведению «долгую жизнь и мировую славу», а в качестве платы за идею попросил посвятить ему роман и преподнести с первого гонорара подарок в виде золотого портсигара. Оба этих условия были выполнены.

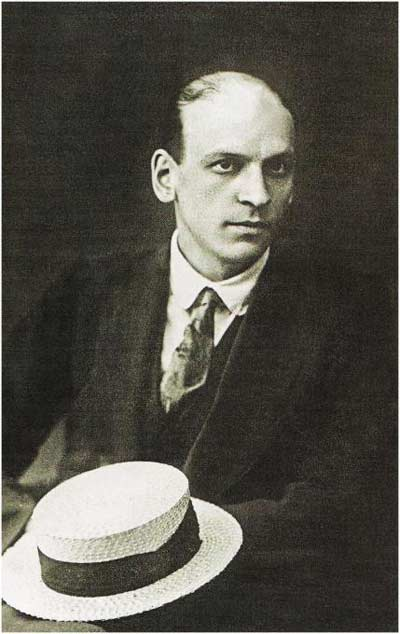
Владимир Нарбут

По мнению Одесского и Фельдмана, история, созданная Петровым и Катаевым, весьма противоречива, особенно если принять во внимание редакционно-полиграфические возможности 1920-х годов. С момента поступления любой рукописи в редакцию до её подписания в печать — с учётом обязательных цензурных вердиктов — обычно проходило много недель; столь же долгими были и типографские работы. Как предполагают литературоведы, публикация романа в январском номере «Тридцати дней» могла состояться при условии, что соавторы ещё осенью начали передавать рукописи в журнал частями. Не исключено, что заведующий редакцией Василий Регинин, который был знаком с Катаевым ещё с одесских времён, а также ответственный редактор Владимир Нарбут согласились опубликовать произведение начинающих авторов без предварительного знакомства с текстом; гарантом в данном случае выступал сам Валентин Петрович.
Евгений Петров, подготовивший после смерти Ильфа воспоминания об их совместной работе, наверняка знал детали подлинной истории «Двенадцати стульев», однако не мог их изложить, потому что основатель журнала «Тридцать дней» Владимир Нарбут, давший «путёвку в жизнь» молодым литераторам, в 1936 году был объявлен «врагом народа» и арестован; его имя вошло в число «неупоминаемых» лиц. За десять лет до гибели, в 1928-м, Нарбут был снят со всех должностей. Возможно, это обстоятельство повлияло на ситуацию, связанную с выходом в свет следующего романа Ильфа и Петрова: журнальная публикация «Золотого телёнка» в 1931 году была прервана, цензура назвала вторую часть дилогии об Остапе Бендере «пасквилем на Советский Союз», выход отдельной книги растянулся на три года.
Объясняя многолетний успех обоих романов, литературовед Юрий Щеглов отмечал, что дилогия Ильфа и Петрова — благодаря широте охвата картин советского мира — является своеобразной «энциклопедией русской жизни» 1920—1930-х годов, а созданная соавторами многослойная панорама, собранная из сотен фрагментов, образует полотно под условным названием «Весь Союз» . Поддерживая этот тезис, Игорь Сухих писал: «Другой столь развёрнутой, колоритной картины советской реальности… в нашей литературе, кажется, нет». При этом оба произведения претерпели в разное время множественные литературоведческие трактовки: их называли «классикой советской сатиры», настольной книгой шестидесятников, антиинтеллигентским памфлетом новых Растиньяков, «литературным дайджестом».

### Повести, циклы новелл
Многие идеи, родившиеся во время работы соавторов над «Двенадцатью стульями», не реализовались в их первом романе. При этом творческая энергия молодых литераторов требовала выхода. Поэтому летом 1928 года Ильф и Петров приступили к написанию сатирической повести «Светлая личность». Она была создана в предельно сжатые сроки — всего за шесть дней — и представляла собой историю о превращении Егора Карловича Филюрина, канцеляриста коммунальной службы города Пищеслава, в человека-невидимку. Если в первом произведении соавторов общая картина мира была в целом близка к реальной, то во втором авторскую иронию дополнил фантастический гротеск. В итоге возник вымышленный город, жизнь в котором была устроена абсурдно: местная пельменная машинка производила по три миллиона пельменей в час, пищеславский клуб «зарос» колоннами, как лесами, в центре стояла конная статуя естествоиспытателя Тимирязева.
Несмотря на обилие комических ситуаций и популярность темы (в повести присутствует пародийная отсылка к «Человеку-невидимке» Герберта Уэллса, который в 1920-х годах, после визита в Москву, был хорошо известен в СССР), «Светлая личность» не вызвала большого интереса у критиков и читателей. Соавторы и сами чувствовали, что повесть «оказалась бледнее их первого романа»; она даже не была включена в четырёхтомное собрание сочинений Ильфа и Петрова, вышедшее в свет в 1938—1939 годах. Повторное издание «Светлой личности» состоялось лишь в 1961 году.
В 1929 году Ильф и Петров приступили к циклу новелл «Необыкновенные истории из жизни города Колоколамска». Фантастический гротеск, проявившийся в «Светлой личности» как одна из сторон их творческого почерка, здесь сгустился «до черноты». В числе жителей придуманного ими города впервые был упомянут Васисуалий Лоханкин — гробовщик, сеявший среди колоколамцев панику относительно грядущего конца света, потопа и «хлябей небесных». Воспроизведённая писателями атмосфера коммунального быта напоминала обстановку в «Вороньей слободке» — это название вместе с фамилией и именем гробовщика позже появились в «Золотом телёнке». Вероятно, начиная «колоколамский проект», соавторы планировали создать советский вариант «Истории одного города» Салтыкова-Щедрина. Однако, по словам литературоведа Лидии Яновской, «щедринской сатиры не получилось». Ильф и Петров поняли это раньше, чем критики, поэтому не только прервали работу над циклом, но даже не сдали в печать все написанные ими новеллы.

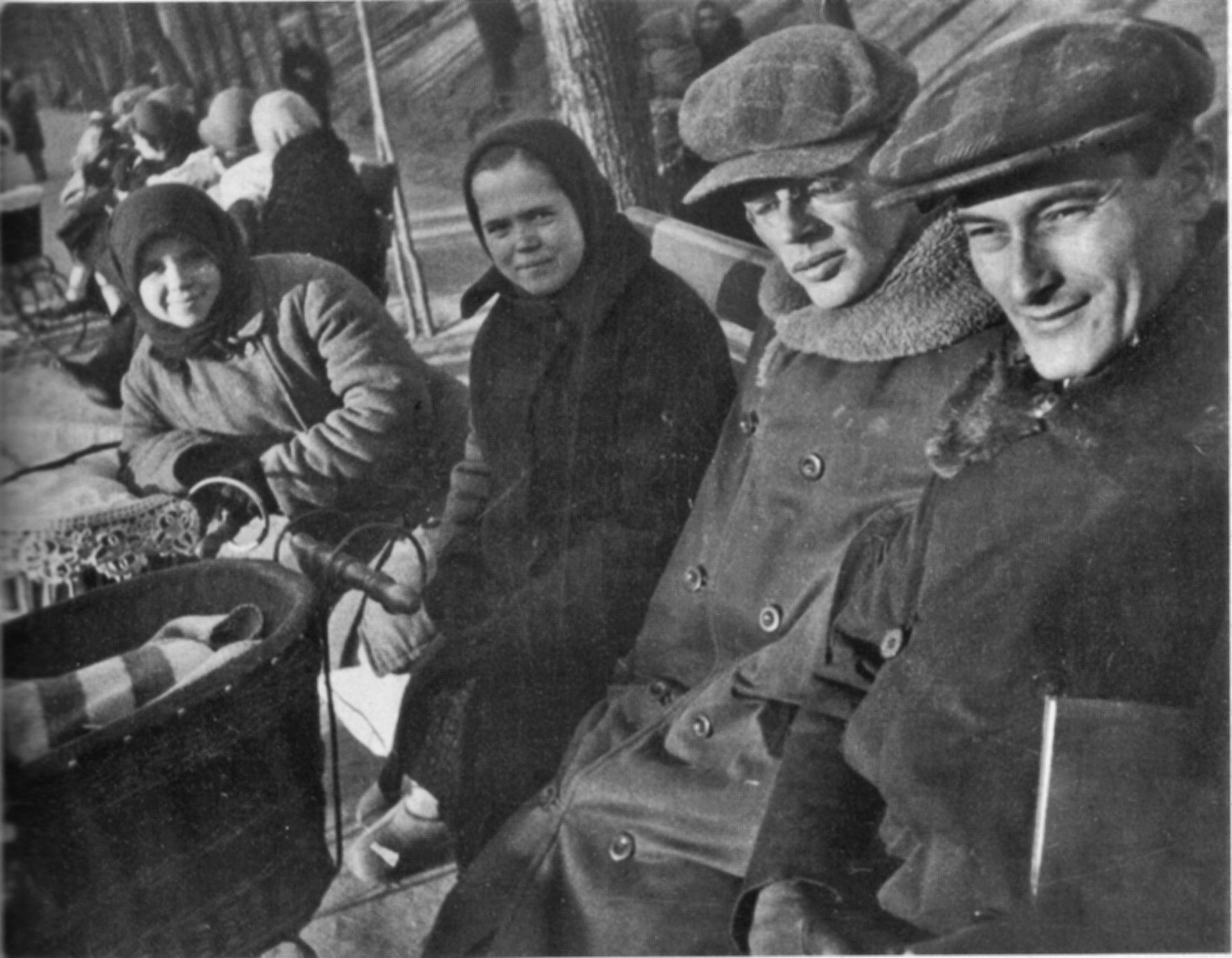
Ильф и Петров на Гоголевском бульваре

Появлению ещё одного цикла новелл — «Тысяча и один день, или Новая Шахерезада», опубликованному в «Чудаке» (1929, № 12—22), — предшествовала реклама: читателям сообщали о предстоящем выходе «сказки советской Шахерезады, сочинения Ф. Толстоевского». Роль сказочницы была возложена на делопроизводительницу конторы по заготовке когтей и хвостов Шахеразаду Фёдоровну Шайтанову, которая, подражая своей «предшественнице» из «Тысячи и одной ночи», повествует о бюрократах, хамах и приспособленцах. Однако реклама в «Чудаке» обещала гораздо большее количество новелл, чем их в итоге оказалось. Соавторы в процессе работы сами утратили интерес к своей задумке, и «Новая Шахерезада» стала «произведением переходным». Позже, рассказывая о созданных в конце 1920-х годов повестях и циклах новелл, Евгений Петров вспоминал: «Мы пишем историю Колоколамска. Шахерезаду. Творческие мучения. Мы чувствовали, что надо писать что-то другое. Но что?» Итогом их поисков стала вторая часть дилогии об Остапе Бендере — роман «Золотой телёнок», куда переместились и некоторые персонажи «Тысячи и одного дня».

### Киносценарии и водевили
К сценическим жанрам Ильф и Петров стали обращаться в 1930-х годах, однако интерес к ним у соавторов обозначился гораздо раньше. По утверждению литературоведа Абрама Вулиса, непосредственными предшественниками их водевилей и сценариев были ранние рассказы Петрова, насыщенные смешными диалогами и по форме напоминающие короткие комедийные пьесы. Позже тяготение писателей к «зримым эпизодам» проявилось в романе «Двенадцать стульев», многие главы которого оказались по-настоящему «кинематографичными». Первая работа соавторов в кинематографе была связана с немым фильмом Якова Протазанова «Праздник святого Иоргена», для которого Илья Арнольдович и Евгений Петрович написали интертитры. Затем они сочинили сценарий «Барак», рассказывающий о том, как передовик-строитель Битюгов решил взять «на буксир» отстающую бригаду. Картина, снятая Николаем Горчаковым и Михаилом Яншиным, вышла на экраны в 1933 году под названием «Чёрный барак», однако особого успеха у зрителей не снискала; по мнению критиков, создатели фильма использовали «несколько схематичный подход к людям и событиям».
В 1933 году, во время путешествия по Европе, Ильф и Петров получили от французской кинофирмы «Софар» заявку на написание сценария для звукового кино. Работа, выполненная в десятидневный срок, была хорошо оценена заказчиком; Ильф в письме жене сообщал, что «сценарий вчера сдавали. Он понравился, смеялись очень, падали со стульев». Однако фильм по сценарию, созданному в традициях французской кинокомедии, так и не был снят, а переданная «Софару» рукопись исчезла. Почти через тридцать лет в домашнем архиве одного из соавторов была обнаружена её машинописная копия — по-видимому, черновая. Этот текст был восстановлен и впервые опубликован в журнале «Искусство кино» (1961, № 2) под заголовком «Сценарий звукового кинофильма».
Пристрастное отношение Ильфа и Петрова к пародии как элементу литературной игры проявилось в одноактном водевиле «Сильное чувство», напечатанном в журнале «Тридцать дней» (1933, № 5). История, сочинённая соавторами, с одной стороны, является своеобразной вариацией чеховской «Свадьбы», с другой — насмешливым повторением собственных тем и мотивов. Так, в ней получает развитие персонаж «Двенадцати стульев» Эллочка-людоедка, которая на сей раз носит имя Рита и стремится стать женой преуспевающего иностранца: «Поехать с ним за границу! Так хочется… пожить в буржуазном обществе, в коттедже, на берегу залива».
Определённые самоповторы замечены и в сценарии к фильму «Однажды летом», вышедшему на экраны в 1936 году (режиссёры Ханан Шмаин и Игорь Ильинский). Сюжет, в основе которого — путешествие Жоры и Телескопа на собственноручно собранном автомобиле, — напоминает фабулу «Золотого телёнка», персонажи которого отправляются навстречу приключениям на «Антилопе Гну». При этом, несмотря на множество курьёзных ситуаций, в которые попадают герои, а также добротную актёрскую игру (Ильинский сыграл целых две роли), картина «Однажды летом» не вошла в список творческих удач соавторов. Критики отмечали, что во время съёмок использовались устаревшие технологии, а потому лента «возвращает нас к тем временам, когда кинематография делала первые свои шаги».

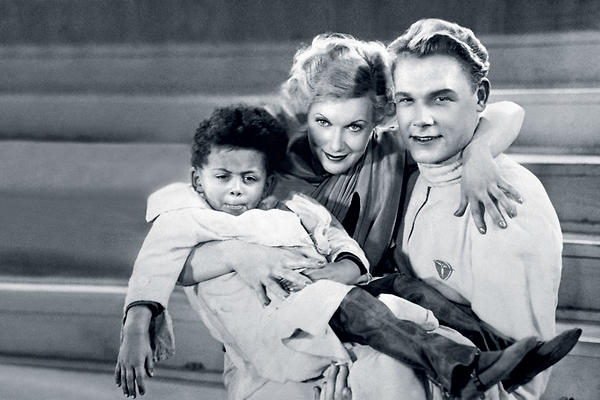
Кадр из фильма «Цирк»

В середине 1930-х годов Ильф, Петров и Катаев получили от мюзик-холла, остро нуждавшегося в обновлении репертуара, заявку на создание современной комедии. Так появилась пьеса «Под куполом цирка», которая позже была почти без изменений перенесена в сценарий фильма Григория Александрова «Цирк». В процессе работы между Александровым и соавторами возникли разногласия. В письме, адресованном дирекции «Мосфильма», они указывали, что из-за режиссёрского вмешательства в сценарий «значительно уменьшились элементы комедии, значительно увеличились элементы мелодрамы». После переговоров с руководством студии Ильф и Петров, посчитавшие, что их изначальный замысел был искажён, попросили убрать свои фамилии из титров.
Позже, отстаивая права сценаристов, Евгений Петрович писал в газете «Литература и искусство», что «каждый режиссёр считает своим священным долгом „пересочинять“ сценарий по-своему», в результате чего страдает прежде всего кино. Подобную принципиальность Петров проявлял и после смерти Ильфа, когда требовал, чтобы при экранизации сочинённой им (совместно с Георгием Мунблитом) «Музыкальной истории» изменение любой реплики происходило только после согласования с авторами сценария.

### Рассказы и фельетоны
Исследователи, обращая внимание на единый стиль Ильфа и Петрова, выделяют индивидуальные особенности каждого из соавторов, особенно проявлявшиеся в начале их литературной деятельности. Анализируя ранние рассказы молодых сотрудников «Гудка», Лидия Яновская отметила, что в ту пору Илья Арнольдович чаще писал весьма едкие фельетоны, тогда как Евгений Петрович — небольшие юмористические рассказы. Петров тяготел к сюжетам, конкретным характерам и диалогам; он, по словам Ильи Эренбурга, «обладал замечательным даром — мог рождать улыбку». Ильфу были ближе абстрактные и безымянные персонажи и общая «сущность вещей»; Илья Арнольдович в большей, чем коллега, степени занимался поисками нужного слова, необходимого термина, яркой метафоры. При соединении этих творческих почерков появился писатель, умеющий сочетать «увлекательность повествования с точной отделкой каждой реплики, каждой детали».
Судя по воспоминаниям Катаева, свой первый рассказ Петров написал под давлением брата. Прибывший из Одессы Евгений искал для себя занятие, и Валентин Петрович настоял, чтобы тот изложил на бумаге историю из своей уголовной практики, — о том, как некий Гусь воровал в уезде казённые доски. Через час, когда рассказ был готов, Катаев обнаружил, что младший брат «совсем недурно владеет пером». Валентин Петрович отвёз шесть рукописных страниц в редакцию газеты «Накануне» и попросил секретаря напечатать дебютное произведение Евгения даже в том случае, если оно не произведёт впечатления на редколлегию: «От этого зависит судьба человека».
Одним из ранних рассказов двадцатилетнего Евгения Петровича, написанных во время работы в «Красном перце», была юмореска «Идейный Никудыкин», герой которой, Вася Никудыкин, решил соответствовать модным послереволюционным тенденциям, а потому объявил: «К чёрту стыд, который мешает нам установить истинное равенство полов! Долой штаны и долой юбки!» Высмеивая абсурдность декларируемых персонажем лозунгов, автор показал, насколько нелепо выглядит их проповедник: Вася отправился на улицу голым, чтобы продемонстрировать «самое прекрасное, самое изящное, что есть на свете, — человеческое тело», тогда как прохожие увидели посиневшего от холода скрюченного человека, прикрывавшего ладонью большой чирей на боку.
Постепенно круг тем, разрабатываемых Евгением Петровичем, расширялся: от весёлых зарисовок о бытовых чудачествах и житейских невзгодах он перешёл к фельетонам, в которых рассказывал о реальных, а не вымышленных человеческих драмах. В фельетоне «Хождение по мукам», впервые подписанном псевдонимом Петров и опубликованном в «Гудке», речь шла о несправедливо уволенном рабочем корреспонденте Лорецяне, который в течение двух лет безуспешно пытался восстановить справедливость. Однако «пустыня тем и отличается от материка, что в ней не водятся люди…». К тому моменту, когда Валентин Катаев предложил Ильфу и Петрову написать роман о стульях, за плечами Евгения Петровича было уже более пятидесяти юмористических рассказов и фельетонов, а также три отдельных сборника коротких произведений.
В первой половине 1930-х годов весьма заметным публицистом, печатавшим фельетоны в разных изданиях, считался Холодный философ. Это был один из совместных псевдонимов Ильфа и Петрова. Некоторые из их острых статей вызвали общественный резонанс и стали поводом для газетных полемик. Часть сатирических заметок (например, «Веселящаяся единица») читалась на эстрадных площадках и в театре Сергея Образцова. В обиход вошло придуманное Холодным философом сочетание «литературная обойма», впервые появившееся в фельетоне «На садовой скамейке», — речь в нём шла об устойчивых писательских группах, попасть в которые чужаку, человеку со стороны было практически невозможно:

Ну, знаете, как револьверная обойма. Входит семь патронов — и больше ни одного не впихнёте. Так и в критических обзорах. Есть несколько фамилий, всегда они стоят в скобках и всегда вместе. Ленинградская обойма — это Тихонов, Слонимский, Федин, Либединский. Московская — Леонов, Шагинян, Панфёров, Фадеев. Вся остальная советская литература обозначается значком «и др.».
Со второй половины 1930-х годов интерес соавторов к сатирическим историям и фельетонам стал спадать. Как рассказывал впоследствии Петров, в определённый момент они почувствовали, что «писать смешно становилось всё труднее. Юмор — очень ценный металл, и наши прииски были опустошены». Тем не менее в этот период они не только написали «Одноэтажную Америку», но и сочинили вместе с Катаевым комедию «Богатая невеста», рассказывающую о приключениях сельского кооператора Гусакова, решившего исправить свои финансовые проблемы за счёт женитьбы на самой «состоятельной» (имеющей наибольшее количество трудодней) девушке колхоза. Эта пьеса, несмотря на её «солнечные краски», практически осталась не замеченной режиссёрами и критиками и не ставилась в театрах.

## Путешествия. «Одноэтажная Америка»
Путешествия соавторов, как правило, носили характер творческих командировок, из которых они привозили материалы для будущих очерков и литературных произведений. Так, вернувшись из поездки по Италии, состоявшейся летом 1928 года, Петров написал рассказы «Римляне XX века» и «Римские пророки», опубликованные в журнале «Тридцать дней». Через два года писатели вместе с большой группой журналистов отправились на Турксиб; впечатления, полученные во время их знакомства со Средней Азией, воплотились в романе «Золотой телёнок» — речь, в частности, идёт о главах, повествующих о встрече великого комбинатора и подпольного миллионера на открытии Туркестано-Сибирской магистрали. В 1933 году соавторы совершили длительный европейский вояж с посещением Греции, Италии, Австрии и Франции. В письме, отправленном жене из Вены, Евгений Петрович сообщал, что экскурсии по городу чередуются у них с попытками «выколотить у издателя» гонорары за австрийский вариант дилогии об Остапе Бендере.
Последней совместной поездкой Ильфа и Петрова было путешествие по Америке, начавшееся осенью 1935 года и завершившееся в январе 1936-го; за океан они отправились в качестве специальных корреспондентов газеты «Правда». Писатели посетили двадцать пять штатов, перемещаясь из города в город на автомобиле в сопровождении американских друзей; в общей сложности они преодолели 16 000 километров. Соавторы познакомились с Эрнестом Хемингуэем, пригласившим их на рыбную ловлю; побывали в гостях у прозаика Эптона Синклера, признавшегося, что он «никогда так не смеялся, как читая „Золотого телёнка“»; встретились с музыкантом Полем Робсоном.

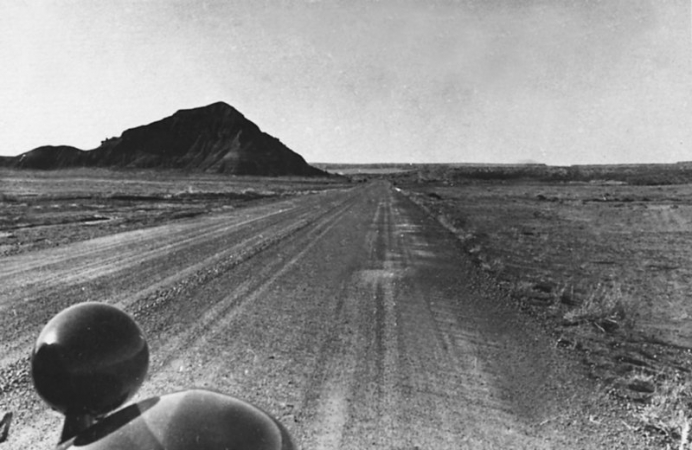
Поездка по пустыне в штате Аризона. Фото Ильи Ильфа

Итогом поездки стала книга путевых очерков «Одноэтажная Америка», написанная в ироничной джеромовской стилистике. Это было первое большое произведение, которое Ильф и Петров создавали не вместе, а порознь, составив предварительно общий план и распределив между собой главы. Ильф, уже знавший о своём диагнозе, жил в ту пору на даче в Красково; в его распоряжении была привезённая из США пишущая машинка. Петров по привычке писал от руки. Как рассказывал впоследствии Евгений Петрович, и он, и Илья Арнольдович поначалу беспокоились, что самостоятельная работа окажется хуже, чем совместная. Однако опасения оказались напрасными: «За десять лет работы… у нас выработался единый стиль».
Книга оказалась настолько монолитной, что даже Юрий Олеша, досконально знавший художественные приёмы своих друзей (особенно Ильфа, с которым он в молодости жил в одной комнатке, примыкавшей к типографии «Гудка»), не смог идентифицировать авторов отдельных глав. Осенью 1936 года рукопись «Одноэтажной Америки» была сдана в журнал «Знамя». Подготовка очерков в печать шла сложно, редакция настаивала на корректировке отдельных тезисов и написании послесловия с «осторожными оговорками». Ильф в ту пору был уже тяжело болен, и все переговоры с руководством журнала вёл Петров, которому почти повсеместно удалось отстоять авторскую версию текста. Прозаик Лев Славин писал:

В последние годы своей совместной работы они словно пронизали друг друга. Лучший пример этого слияния — целостность «Одноэтажной Америки», которую они писали раздельно. Книга эта стоит, на мой взгляд, ничуть не ниже сатирических романов Ильфа и Петрова. А местами по силе изображения и выше.

## Внешность и характер
Современники Петрова, создавая его психологический портрет, нередко сравнивали Евгения с Валентином Петровичем; сам же он чаще сопоставлял себя с Ильфом. Разница в характерах братьев была обозначена ещё в повестях Катаева «Белеет парус одинокий» и «Хуторок в степи», где фигурируют Петя и Павлик Бачей: старший представлен как жизнерадостный двоечник, тогда как младший выглядит воспитанным «домашним мальчиком». Судя по воспоминаниям людей, знавших того и другого, эта своеобразная дихотомия сохранилась и в зрелом возрасте. Художник Борис Ефимов, работавший вместе с Катаевыми в ЮгРОСТА и московских журналах, однажды заметил, что природа весьма прихотливо разделила дарования и человеческие качества между братьями: «Почему выдающийся талант писателя был почти целиком отдан Валентину Петровичу, а такие ценные черты, как подлинная порядочность, корректность, уважение к людям, целиком остались у Евгения?»
В момент приезда в Москву Петров выглядел «жгучим брюнетом… с почерневшим от новороссийского загара худым, несколько монгольским лицом». Позже Виктор Ардов рассказывал о Евгении Петровиче как о человеке, который с первого взгляда вызывал симпатию: «Тонкий нос с горбинкой. Маленький красивый рот. Острый подбородок. Азиатские, раскосые тёмные глаза и прямые тёмные волосы». Внешне он, скорее, походил на брата, в то время как характером — на соавтора. Ильф и Петров, будучи на протяжении десятилетия почти неразлучными, вместе работая, путешествуя и отмечая семейные торжества, неизменно обращались друг к другу на «вы». После смерти Ильи Арнольдовича Евгений, вспоминая о деликатности и щепетильности соавтора, воспроизвёл его слова о том, что тот «принадлежит к людям, которые входят в дверь последними», после чего признавался: «Постепенно и я стал таким».

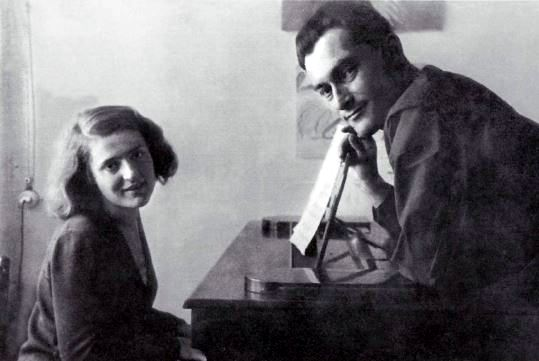
Евгений Петров и жена Ильи Ильфа Мария Николаевна

Возможно, от матери-пианистки Петрову передался абсолютный музыкальный слух. Его характеризовали как человека с редким дарованием, который обладал «знанием рояля в совершенстве, играл прекрасно, страстно любил музыку и пение». Уже имея определённую репутацию в мире литературы, Евгений Петрович внезапно начал готовить себя к дирижёрской карьере, которая не состоялась из-за простуды, давшей осложнение на органы слуха и обоняния. Он старался не пропускать симфонических концертов, собирал граммофонные пластинки и очень гордился своей радиолой, привезённой из Америки. Илья Эренбург писал о нём:

Петров… был на редкость добрый человек. Он был, кажется, самым оптимистическим человеком, кого я в жизни встретил… Нет, Ильф и Петров не были сиамскими близнецами, но они писали вместе, вместе бродили по свету, жили душа в душу, они как бы дополняли один другого — едкая сатира Ильфа была хорошей приправой к юмору Петрова.

## Общественная деятельность
В памяти современников Петров, по замечанию Игоря Сухих, остался не только прозаиком, но и литературным деятелем, писателем-общественником. В рамках своего статуса Ильф и Петров нередко должны были участвовать в публичных мероприятиях. Илье Арнольдовичу была органически чужда общественная активность, и, находясь в президиуме какого-либо собрания, он, как правило, отказывался от выступлений; если возникала потребность прочитать речь, то это делал Евгений Петрович. Игорь Ильинский в своих воспоминаниях рассказывал, что, получив на студии сценарий фильма «Однажды летом», он как режиссёр для решения некоторых организационных вопросов, связанных с кинопроизводством, отправился домой к младшему из соавторов, потому что именно Петров воплощал в их писательском тандеме «деловое и представительное начало».
В начале 1930-х годов в советском литературном сообществе шли дебаты на тему «Нужна ли нам сатира?» В соответствующих диспутах, площадкой для которых был в основном Политехнический музей, принимал участие и Евгений Петрович. Кроме того, он весьма активно полемизировал с рапповцами, выработавшими собственные критерии понятия «советский писатель». В статье «Реплика писателя» Петров отмечал, что рапповцы не только создают «фальшивые репутации», но и сознательно принижают роль своих оппонентов — Алексея Толстого, получившего ярлык «буржуазно-феодального» деятеля, Владимира Маяковского, которого члены ассоциации пролетарских писателей называли «люмпен-пролетарием от литературы», Михаила Шолохова, именуемого «попутчиком, страдающим нездоровым психологизмом», и других.
В 1933 году соавторы вместе с большой группой советских литераторов отправились на открытие Беломорско-Балтийского канала, возведённого силами заключённых; инициатором экскурсии был Максим Горький. После посещения канала в свет вышла книга, рассказывающая об истории его строительства. Свои очерки о пребывании на объекте подготовили тридцать шесть писателей (среди глав, представленных в книге, были — «Страна и её враги», «Добить классового врага» и другие). Ильф и Петров от участия в сборнике отказались. Точно так же они отказывались присоединяться к «разоблачению» Евгения Замятина и Бориса Пильняка, травле других литераторов. Как писал Яков Лурье, Ильф и Петров «не участвовали ни в одной из описанных кампаний тех лет».
Между тем в годы террора в семье Петрова появились свои жертвы: в 1937 году были арестованы и расстреляны его троюродные братья и двоюродная сестра; через год скончался сосланный на Колыму отец жены — Леонтий Исидорович Грюнзайд. В 1940 году был расстрелян обвинённый в шпионаже и создании антисоветских групп друг и наставник Михаил Кольцов. Его брат, карикатурист Борис Ефимов, писал: «Не забуду красноречивого молчаливого участия в чёрных глазах Евгения Петрова и его долгого рукопожатия». Сам Петров в последние годы жил с пониманием, что политические обвинения могут коснуться и его, — после выхода «Одноэтажной Америки», вызвавшей недовольство партийного деятеля Льва Мехлиса, его общественное положение было довольно шатким.

## Семья

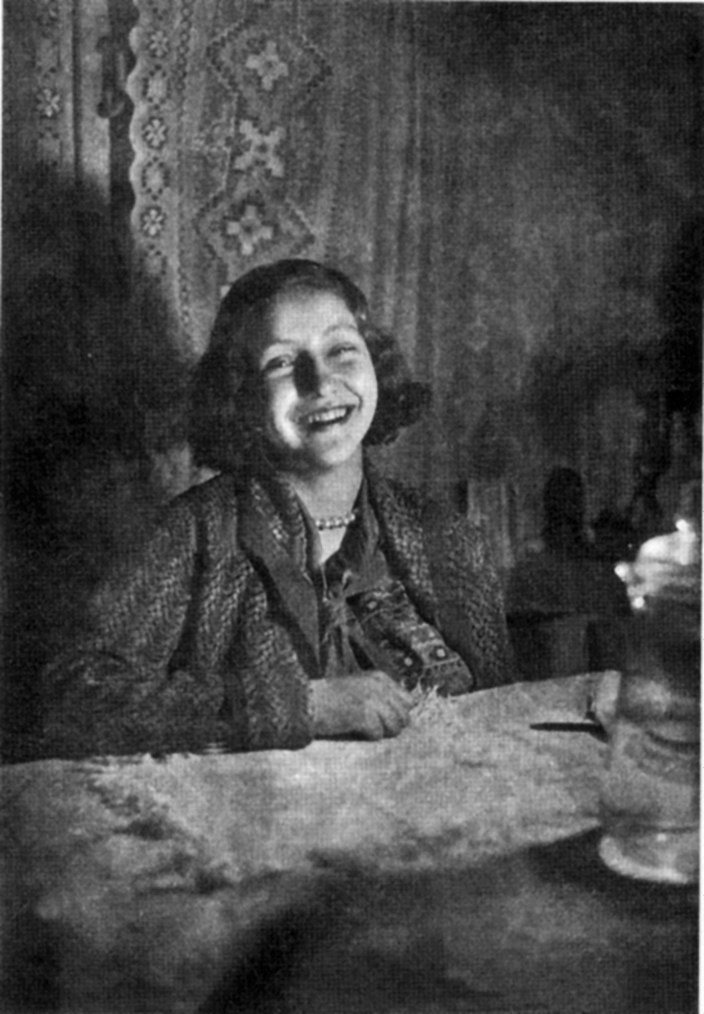
Валентина Грюнзайд

В 1929 году Петров женился на Валентине Леонтьевне Грюнзайд (1910—1991), дочери чаеторговца Леонтия Исидоровича Грюнзайда (1877—1938, расстрелян). Пятью годами ранее Валентина покорила сердце Юрия Олеши, который, увидев тринадцатилетнюю школьницу в Мыльниковом переулке, пообещал посвятить ей сказку. Юрий Карлович сдержал слово, и на титульном листе изданной в 1928 году книги «Три толстяка» с иллюстрациями Мстислава Добужинского значились её имя и фамилия. Однако это событие никак не повлияло на отношения Олеши и Грюнзайд: к моменту выхода сказки девушка с «овалом лица с полотна французского мастера» уже была невестой Петрова. Как вспоминал Валентин Катаев, его брат сразу стремился продемонстрировать ей «серьёзные намерения»: он приглашал Валентину в театры, кафе, провожал домой на извозчике. Столь же трепетное отношение к жене он сохранил и после свадьбы — по словам Виктора Ардова, на их брак не оказала никакого влияния мода на свободные отношения, распространившаяся в 1920-х годах в богемной среде: «Здесь тоже сказывалась принципиальная чистота Евгения Петровича».
Поначалу молодая семья жила в небольшой комнате в Троилинском переулке; позже Петровы переехали в Кропоткинский переулок, 5. Коммунальную квартиру, в которой поселились супруги, Евгений Петрович называл «Вороньей слободкой»; в дальнейшем это жилище вместе с обитателями — «ничьей бабушкой», «бывшим князем, а ныне трудящимся Востока» — «переместилось» в роман «Золотой телёнок». В «Вороньей слободке» у Петровых появился первенец — сын Пётр, названный в честь отца братьев Катаевых.
В начале 1930-х годов у семьи впервые появилась отдельная квартира, расположенная по адресу: Нащокинский переулок, 5. Их ближайшими соседями, обосновавшимися в доме № 3, оказались Ильфы. В 1935 году соавторы вступили в жилищно-строительный кооператив «Советский писатель». Получить жильё в Лаврушинском переулке, 17, было непросто, и основную часть забот взял на себя Евгений Петрович. В письмах Илье Арнольдовичу, отдыхавшему в Крыму, он сообщал, что внёс первоначальный пай за себя и за него. В итоге обе семьи справили новоселье в трёхкомнатных квартирах с двумя балконами. Младший сын Евгения Петрова и Валентины Грюнзайд появился на свет 2 марта 1939 года. В честь соавтора, скончавшегося в апреле 1937 года, его назвали Ильёй.

Могила Катаевых на Кунцевском кладбище

Валентина Леонтьевна похоронена в Москве на Кунцевском кладбище вместе с сыном Петром и внуком Евгением.

## Смерть Ильфа. Воспоминания

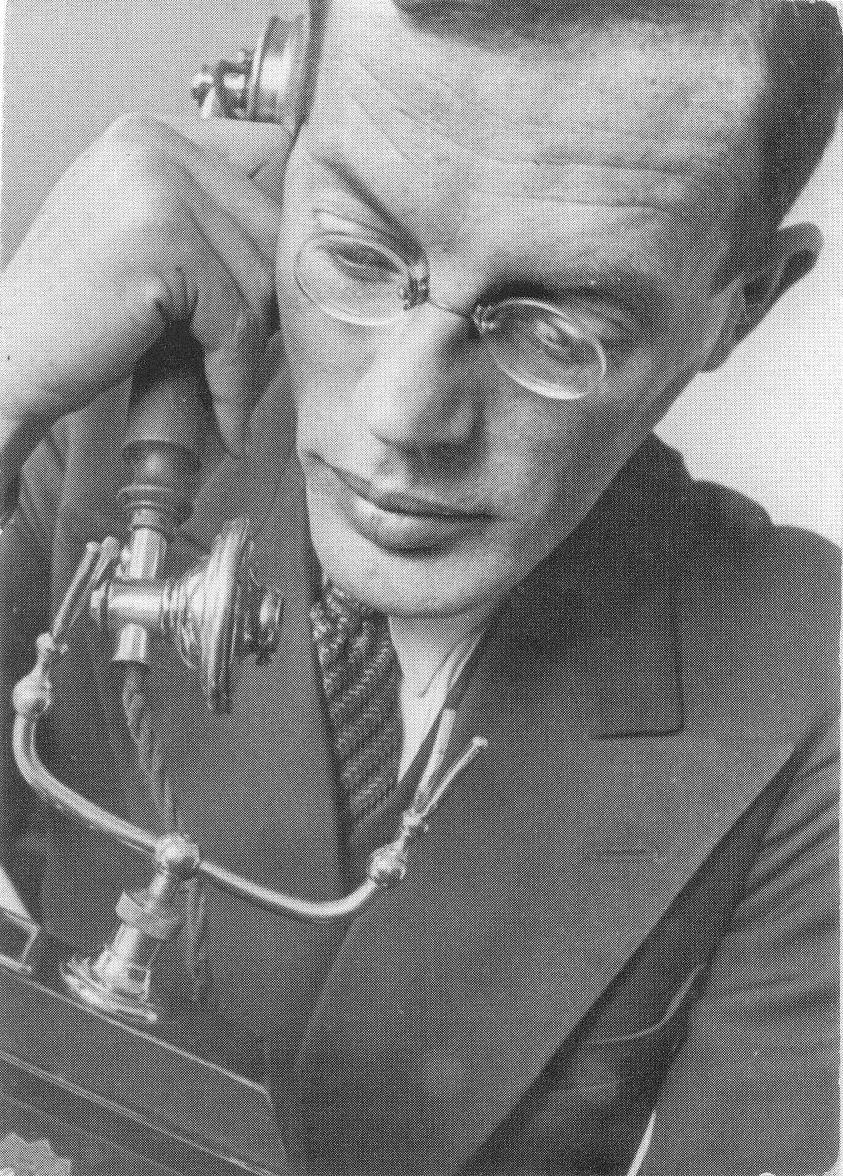
Илья Ильф. Фото
Е. Лангмана. 1932 г.

Однажды кто-то из соавторов заметил, что лучшей смертью для писателя Ильф и Петров была бы их моментальная гибель в авиационной или автомобильной катастрофе: «Тогда ни одному из нас не пришлось бы присутствовать на собственных похоронах». О симптомах туберкулёза Илья Ильф впервые рассказал Петрову во время их поездки в Америку: зимой 1936 года, после прогулки по кладбищу в Новом Орлеане, Ильф признался: «Женя, я давно хотел поговорить с вами. Мне очень плохо. Уже десять дней, как у меня болит грудь. Болит непрерывно, днём и ночью». Через две недели, возвращаясь из Штатов, Ильф встретился с братом Сандро Фазини в Париже. Тот был встревожен самочувствием и настроением Ильфа, предлагал ему задержаться во Франции, чтобы проконсультироваться со специалистами по лёгочным заболеваниям, однако Ильф, соскучившийся по жене и маленькой дочери, отказался.
Болезнь прогрессировала; по словам Петрова, его друг «прощался с миром мужественно и просто, как хороший и добрый человек, который за всю жизнь никому не причинил зла». В одной из последних заметок Ильфа, напечатанных на машинке, было написано: «Ужасно, как мне не повезло». Ильф скончался 13 апреля 1937 года в своей квартире в Лаврушинском переулке. Во время траурных мероприятий Евгений Петров заметил: «Это — и мои похороны». Как вспоминал писатель Лев Славин, младший из соавторов так до конца и не утешился после смерти Ильфа — он «сохранил и носил в себе Ильфа. И этот бережно сохранённый Ильф иногда вдруг звучал из Петрова своими ильфовыми словами и даже интонациями».
Приступив к воспоминаниям об Илье Ильфе, Петров признался, что ему непривычно вместо знакомого «мы» писать «я». Задуманная им книга под рабочим названием «Мой друг Ильф» осталась незавершённой. Однако сохранились наброски и заметки, позволившие исследователям составить представление об изначальном замысле: «Ильф любил входить в комнату с каким-нибудь торжественным заявлением: — Женя, я совершил подлый поступок»; «Безошибочное чувство меры»; «Старушка, которой он соврал, что он брат Ильфа»; «Один раз я даже сел и написал несколько мрачных страниц о том, как трудно работать вдвоём. А теперь я почти схожу с ума от духовного одиночества».

## Петров после смерти Ильфа. Редакторская деятельность
После смерти Ильи Ильфа писатель Ильф и Петров прекратил своё существование. По словам Ильи Эренбурга, встретившего Евгения Петрова в 1940 году, тот признался, что вынужден был «всё начинать сначала». На первых порах творческая активность Петрова резко снизилась, затем он сочинил пьесу-памфлет «Остров мира» (экранизация 1949 года «Мистер Уолк») и опубликовал в газете «Правда» цикл путевых очерков, в которых отразил впечатления от своей поездки по Дальнему Востоку. Однако сформировать в себе привычку писать в одиночестве он так и не сумел; порой Петров приглашал в гости друзей только ради того, чтобы в их присутствии приступить к работе. В конце 1930-х годов у него появился другой соавтор — Георгий Мунблит. Как вспоминал Мунблит, их совместная работа над сценарием лирической комедии «Музыкальная история», рассказывающей о шофёре-самородке Пете Говоркове (его роль исполнил Сергей Лемешев), шла в непрерывных спорах. Их инициатором был Петров, который перенёс в новый тандем принципы прежней деятельности, а потому требовал, чтобы каждая реплика и любое движение сюжета имели десятки разных вариантов.
После «Музыкальной истории» Петров и Мунблит получили заявку на ещё одну музыкальную ленту, контуры которой изначально были весьма расплывчатыми. Общая сюжетная канва и образы персонажей были придуманы на подмосковной даче Евгения Петрова при весьма эмоциональных обстоятельствах («Мы кричали, размахивали руками, а по временам даже в лицах представляли сцены, подвергавшиеся обсуждению»); там же в течение месяца — в «голливудском темпе» — был подготовлен сам сценарий, по которому режиссёр Александр Ивановский снял художественный фильм «Антон Иванович сердится». Уже после гибели Петрова, в 1943 году, на экраны вышла картина, сценарий к которой Петров сочинил самостоятельно, — «Воздушный извозчик».
Помимо работы, связанной с кинематографом, Петров в ту пору много сил отдавал редакторской деятельности. В 1937 году он был назначен заместителем главного редактора «Литературной газеты». Публицист Евгений Шатров, рассказывая об уроках, которые давал начинающим журналистам Евгений Петров, писал, что при анализе принесённых ими материалов тот требовал вырабатывать в себе «отвращение к банальности»: «Не обязательно в каждой строке острота. Лучше пусть будет больше острых мыслей, чем острых слов!». Его ученики полушутя называли себя «птенцами гнезда Петрова». Один из них — сатирик Александр Раскин — вспоминал о недюжинной работоспособности Евгения Петрова, который «фактически делал „Литературную газету“», проводя редакционные совещания, реагируя на претензии героев фельетонов, привлекая талантливых авторов и читая множество поступающих в газету статей.
В 1938 году Петрову предложили возглавить еженедельник «Огонёк», переживавший после ареста прежнего руководителя Михаила Кольцова тяжёлые времена и стремительно терявший читателей. Евгений Петров перекроил журнал: по его инициативе был создан новый дизайн, изменились шрифты, возникли новые рубрики. Как редактор он пребывал в постоянном поиске актуальных тем, приглашал к сотрудничеству новых фотографов и художников-карикатуристов. По словам Виктора Ардова, часто бывавшего в редакции «Огонька», издание, в котором «царила атмосфера интеллигентности», довольно быстро преодолело кризис и стало наращивать тиражи, «за ним гонялись, старались не пропустить очередной номер».
В 1939 году Евгений Петров был награждён орденом Ленина. Он был в числе 21 писателя, получивших высший орден страны «за выдающиеся успехи и достижения в развитии советской художественной литературы» согласно указу Президиума Верховного Совета СССР от 31 января 1939 года. В том же году он вступил в партию.

## Фронтовые корреспонденции
Летом 1941 года, отправив жену и детей в эвакуацию, Петров поселился в гостинице «Москва», превратившейся в военное время в своеобразное общежитие для журналистов, писателей и других представителей творческой интеллигенции. Туда же перебрался Валентин Катаев, вместе с которым Евгений Петрович устроился работать корреспондентом в Совинформбюро, — братья отправляли материалы в американское газетное агентство NANA (North American Newspaper Alliance). Кроме того, оба публиковали фронтовые репортажи в «Правде», «Красной звезде», «Огоньке» и других изданиях. По воспоминаниям Ильи Эренбурга, Петрова, постоянно вылетавшего на фронт, однажды накрыло воздушной волной под Малоярославцем. Получив контузию, Евгений Петрович в тяжёлом состоянии добрался до Москвы и сумел самостоятельно подняться на свой десятый этаж (в гостинице периодически происходили сбои с электроснабжением, лифты останавливались). От помощи приглашённого врача он отказался и, едва придя в себя, приступил к написанию очередного материала.
В 1942 году Петров составил из своих фронтовых статей, зарисовок и репортажей сборник под названием «Москва за нами», который был издан уже после смерти автора. Практически следом увидела свет собранная из газетных и журнальных публикаций его последняя книга, озаглавленная «Фронтовой дневник». В заметках Евгения Петровича просматривались элементы того творческого почерка, который сформировался у него за годы работы в журналистике, — неукоснительное внимание к деталям. Как отмечала Лидия Яновская, Петрову было важно показать «быт войны, её пейзажи, её запахи и звуки». Так, в очерке «Записки из Заполярья» он рассказал не только о сражениях, в которые участвовали бойцы одной из зенитных батарей, но и о мирных паузах, во время которых люди общаются, чинят одежду, кормят животных.
Константин Симонов, ездивший с Петровым на Кольский полуостров, вспоминал о споре, который произошёл между ним и фотокорреспондентом Олегом Кноррингом. Евгений Петрович удивлялся, почему фронтовой фотограф привозит в редакции снимки, на которых изображены только баталии: «Почему вы на войне снимаете только войну и не хотите снимать жизнь? Ведь люди не только воюют, они и живут». После возвращения с Севера Петров зашёл к Константину Михайловичу в гостиничный номер «Москвы» и, сообщив, что утром отправляется в очередную командировку, попросил непромокаемую верхнюю одежду. Пообещав, что взятый у Симонова плащ будет возвращён в сохранности, он полушутя добавил: «Или не ждите никого, или ждите нас обоих». Из этой командировки Евгений Петрович не вернулся.

## Гибель
Валентин Катаев, рассказывая в книге «Разбитая жизнь, или Волшебный рог Оберона» о брате, который, как и Ильф, не дожил до сорокалетия, заметил, что «смерть ходила за ним по пятам». Об обречённости Евгения Петровича говорил и Илья Эренбург: «Смерть долго гонялась за Петровым, наконец его настигла». Летом 1942 года он настоятельно просил адмирала Исакова помочь ему с поездкой в осаждённый Севастополь; тот отказывался, считая командировку чрезвычайно рискованной. Тем не менее разрешение было получено, Петров вылетел в Краснодар, оттуда добрался до Севастополя. Эренбург, отследивший его последние маршруты, писал, что в те дни Евгений Петрович мог погибнуть неоднократно: во время бомбёжки Севастополя; в момент возвращения на едва не затонувшем лидере «Ташкент» (корабль получил множество повреждений, и Петров помогал спасать раненых); в машине, попавшей в аварию по дороге от Новороссийска до Краснодара.
Пассажирский самолёт «Дуглас» вылетел из Краснодара в Москву 2 июля; Петров торопился, потому что ему нужно было дописать и сдать в редакцию очерк о поездке. О ситуации на борту впоследствии рассказывали летевший тем же рейсом прозаик Аркадий Первенцев, а также корреспондент «Красной звезды» Михаил Черных — по их словам, в определённый момент Петров, вопреки инструкциям, прошёл в кабину управления. Пилот, разговаривая с ним, не сразу заметил возникший впереди холм, а потому не успел среагировать. Полёт шёл по прифронтовой полосе, «Дуглас» двигался со скоростью 240 километров в час на небольшой высоте — всего 15—20 метров. Когда самолёт ударился о землю, Евгений Петрович был ещё жив; он умер вскоре после катастрофы. По версии Валентина Катаева, обстоятельства гибели его брата были иными: «Самолёт… уходя от „мессершмиттов“, врезался в курган где-то посреди бескрайней донской степи».
В полевой сумке Петрова остался черновик начатого репортажа о Севастополе. Последние строки, которые он успел написать, были такими: «Возможно, что город всё-таки удержится. Я уже привык верить в чудеса». Евгений Петрович был похоронен в селе Маньково-Калитвенское Ростовской области. На установленном в селе памятнике указаны годы жизни: 30-XI-1903 — 2-VII-1942. Дочь Ильфа Александра Ильинична, комментируя эту надпись, заметила: «Традиционная неточность: Женечка Катаев появился на свет в 1902 году».

## Значение творчества. Влияния
Афоризмы
- Конгениально!
- Ближе к телу...
- Утром — деньги, вечером — стулья.
- Не буди во мне зверя.
- Судьба играет человеком, а человек играет на трубе.
- Знойная женщина — мечта поэта[178].

Литературоведы достаточно долго — вплоть до конца 1950-х годов — оставляли произведения Ильфа и Петрова вне сферы своего внимания. Специальных исследований их творчества не проводилось, и лишь немногие ценители (например, Владимир Набоков), упоминая о соавторах в общих критических обзорах, показывали, «сколь первоклассной важности культурный материал пылится на складах критического и историко-литературного истеблишмента». Постепенно лёгкое снисхождение по отношению к работам Ильи Арнольдовича и Евгения Петровича сменялось интересом, и «Двенадцать стульев» и «Золотой телёнок» приблизились «к первому ряду русского канона». Спустя десятилетия после выхода дилогии об Остапе Бендере её уже стали называть «книгой века», документом эпохи и едкой сатирой на существовавшее мироустройство. Бенедикт Сарнов, отмечая, насколько эти романы обогатили повседневную речь, сравнил их — по количеству оборотов, ставших афоризмами, — с грибоедовским «Горем от ума».
Произведения Ильфа и Петрова выдержали множество изданий, были переведены на десятки языков мира. В течение первых пяти лет после написания, несмотря на настороженное молчание советской критики, «Двенадцать стульев» выходили семь раз; французский переводчик романа Владимир Биншток сообщал из Парижа, что книжные магазины за неделю распродали весь тираж и требуют пополнения. Практически сразу история о великом комбинаторе заинтересовала кинематографистов — первую экранную версию «Двенадцати стульев» уже в 1933 году представила объединённая польско-чешская киностудия. Причины долговременного успеха дилогии исследователи видят как в смелом скрещении жанров (в произведениях сплелись элементы плутовского и детективного романов), так и в живости языка: юмор авторов, рождённый южнорусской литературной школой, был соединён с пародией: «В этом умении высмеивать, казалось бы, всё, не было ни скепсиса, ни цинизма». Как заметил Набоков, Ильф и Петров сочинили произведения, в которых каждый персонаж внутренне свободен, а потому может позволить себе самые смелые высказывания.
На начальном этапе творчества соавторы явно тяготели к Гоголю — его влияние было достаточно сильным, и Евгений Петров даже взял себе из «Мёртвых душ» газетно-журнальный псевдоним Иностранец Фёдоров — именно так именовался картузник из губернского города NN. У Гоголя писатели «позаимствовали» «комизм деталей» и элементы фантастического гротеска, просматривающиеся, к примеру, в повести «Светлая личность», фантасмагорию, проявившуюся в циклах новелл о Колоколамске и Новой Шахерезаде. В этих же новеллах литературоведы обнаружили определённое родство с сатирическими произведениями Маяковского, к которому Ильф и Петров относились с безусловным пиететом — Евгений Петрович писал: «В какой-то степени Маяковский был нашим вождём».
Однако чем старше становились соавторы, тем ощутимее было их желание избавляться от влияний. По замечанию Лидии Яновской, многие черновые записи писателей были «более гоголевские», чем итоговые редакции произведений, — в них прослеживалась работа над обновлением художественного языка. В 1939 году Петров, размышляя о проблемах стиля, писал, что начинающий автор «тесно, как воздухом, окружён чужими метафорами». Ими можно пользоваться на первых этапах литературной деятельности, однако эйфория от лёгкости при поисках нужного слова не должна затягиваться, иначе писатель превратится в эпигона, утверждал Евгений Петрович.
Выход первого романа Ильфа и Петрова совпал с нападками на проявления комического в искусстве — так, критик Владимир Блюм стал основоположником дискуссии о том, что «победивший пролетариат в сатире не нуждается». Соавторы ответили ему на страницах второй части дилогии об Остапе Бендере, когда написали: «Дайте такому гражданину-аллилуйщику волю, и он даже на мужчин наденет паранджу, а сам будет с утра до вечера играть на трубе гимны и псалмы, считая, что именно таким образом надо помогать строительству социализма». Однако прямые запреты на издание произведения Ильфа и Петрова происходили уже после смерти писателей: «Двенадцать стульев» и «Золотой телёнок» в 1949 году были объявлены «книгами пасквилянтскими и клеветническими», а «Одноэтажная Америка» трижды — в 1947, 1961 и 1966 годах — становилась объектом пристального внимания цензоров, удалявших из очерков фрагменты текста, не соответствующего советским идеологическим установкам.

## Киновоплощения
- Александр Семчев «Двенадцать стульев» (2005)
- Илья Шляга «Мурка» (2016)

## Память
Памяти Петрова посвящён короткометражный фильм режиссёра Алексея Нужного «Конверт» (2012) c Кевином Спейси в главной роли; Петров стал прототипом главного героя, хотя действие картины перенесено в 1980-е годы.